# Pięciornik wiosenny
Pięciornik wiosenny (Potentilla neumanniana Rchb.) – gatunek rośliny z rodziny różowatych (Rosaceae). Pochodzi z Europy (Szwecja, Belgia, Niemcy, Estonia, Łotwa). W Polsce występuje w zachodniej części kraju sięgając na wschodzie do Wyżyny Śląsko-Krakowskiej, Wielkopolski i Pojezierza Południowopomorskiego.

## Morfologia

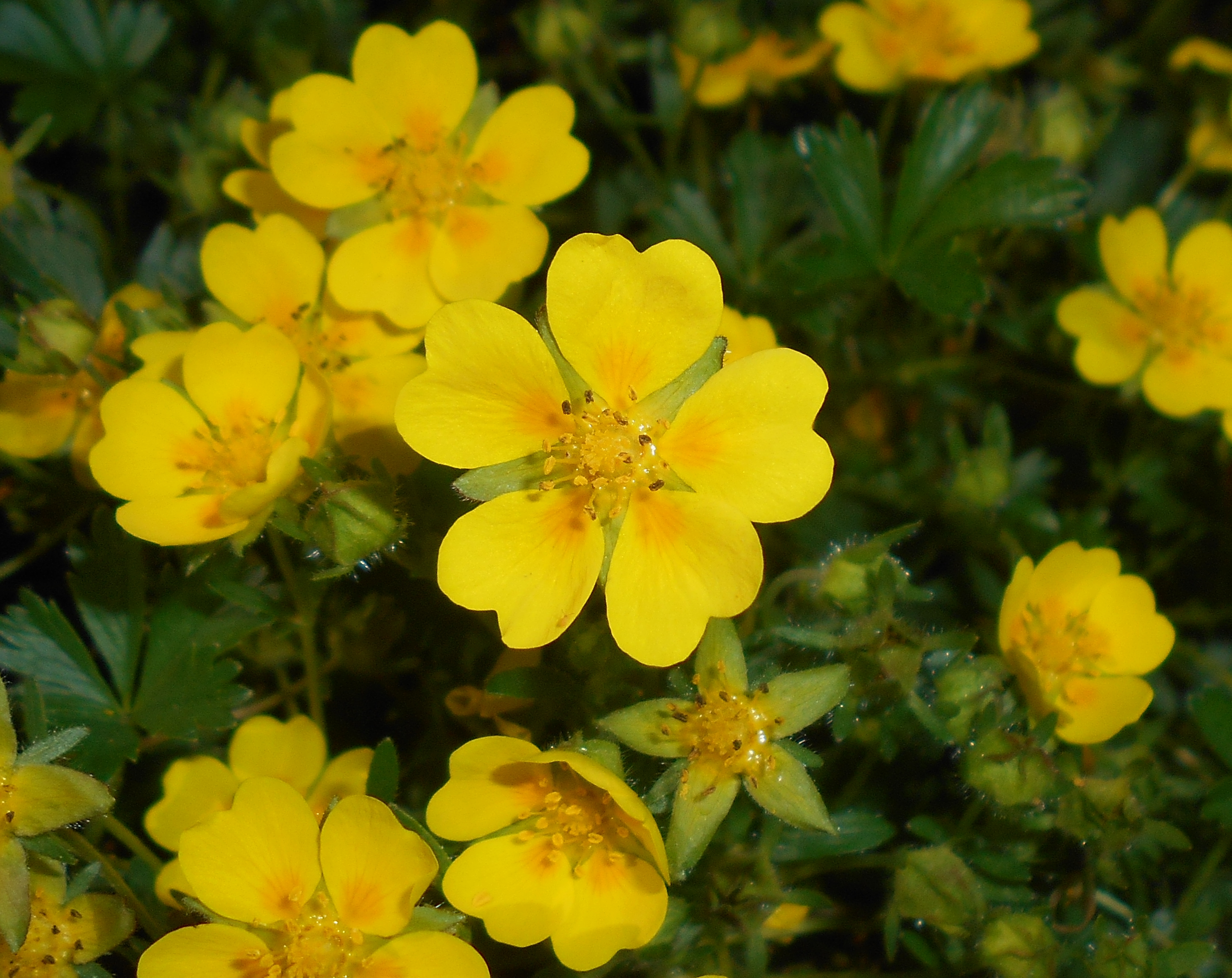
Kwiat

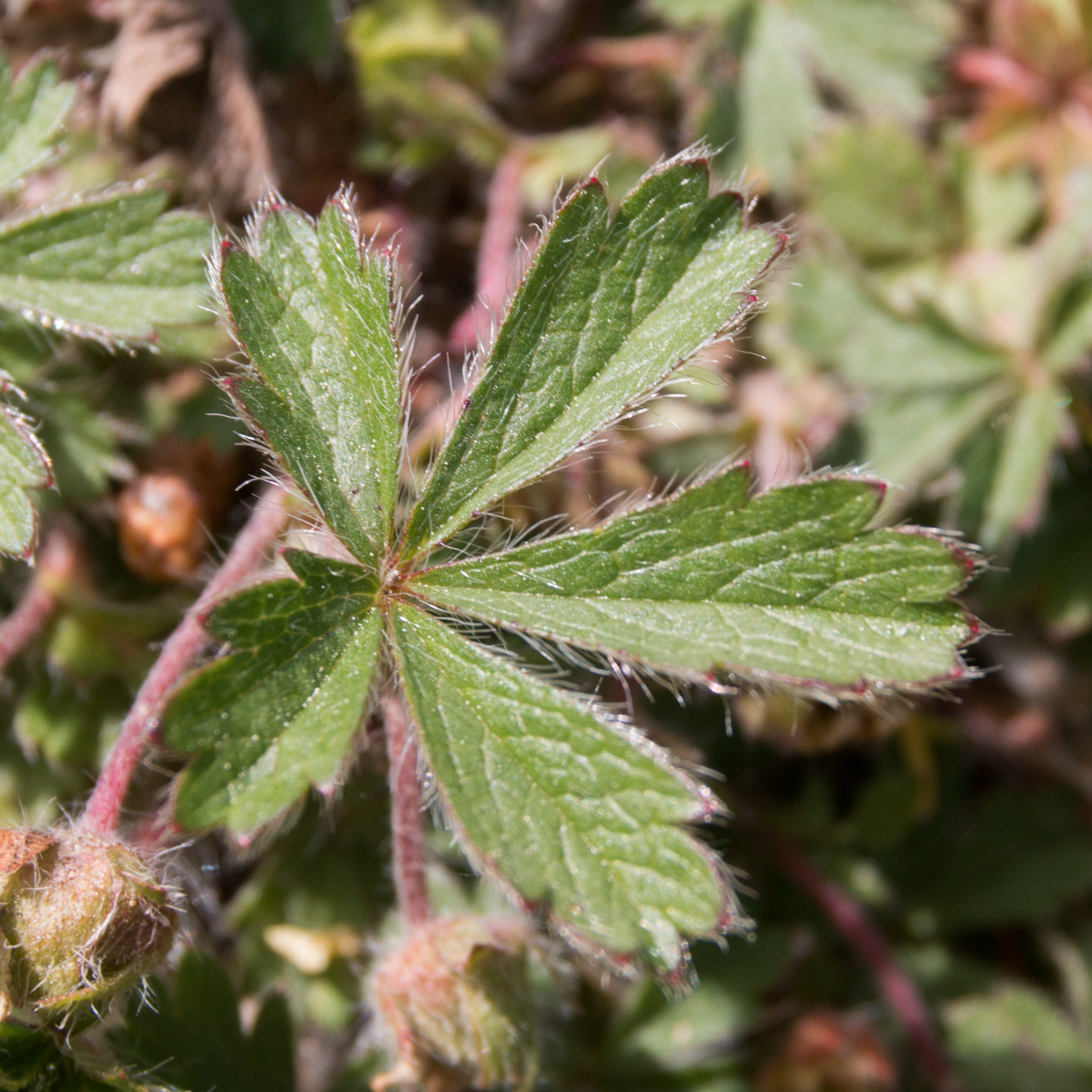
Liść

PokrójOsiąga wysokość 5–15 cm, zwykle tworzy gęste kępy za sprawą silnie rozgałęziających się, cienkich kłączy zakończonych rozetami liści, z kątów których wyrastają pędy kwiatonośne. Łodygi nadziemne liczne, rozesłane lub wznoszące się, pokryte prostymi włoskami, nierzadko czerwono nabiegłe.
LiścieDłoniasto 5–7-dłoniastosieczne, z odcinkami odwrotnie jajowatymi, z klinowatą nasadą i ząbkowaną częścią wierzchołkową. Górne łodygowe siedzące, zazwyczaj całobrzegie, mniejsze niż dolne. Przylistki liści odziomkowych są równowąsko-lancetowate lub równowąskie i nietrwałe. Pod spodem liście owłosione prostymi, lub lekko zagiętymi włoskami.
KwiatyWyrastają w podbaldachach, na szypułkach długości 1–2 cm, nieco zgrubiałych na końcach. Kwiaty są 5-krotne – listków kieliszka, działek kielicha i płatków korony jest po 5. Płatki są owalne, nie zachodzą na siebie, są złocistożółte. Szyjki słupka lejkowomaczugowate.
OwoceLiczne, suche, orzeszki.
Gatunki podobnePięciornik siedmiolistkowy Potentilla heptaphylla tak jak i wiosenny ma włoski proste lub słabo zgięte (brak włosków kędzierzawych obecnych u innych pięciorników kłączowych o niskich pędach kwiatonośnych); różni się wznoszącymi się lub czasem rozesłanymi, ale nie korzeniącymi się pędami kwiatonośnymi. Przylistki liści odziomkowych u tego gatunku są trwałe, jajowate, z uszkowatą nasadą.

## Biologia i ekologia
Bylina, hemikryptofit. Kwitnie od marca do maja, rzadko też latem. Kwiaty zapylane są przez owady. Owocki rozsiewają się same (autochoria).
Rośliny tego gatunku rosną w nasłonecznionych i suchych murawach, często na stokach, także w suchych i widnych borach. Wymagają gleb przepuszczalnych i zasobnych w węglan wapnia. W klasyfikacji zbiorowisk roślinnych gatunek charakterystyczny dla klasy (Cl.) Festuco-Brometea.

## Zmienność
Tworzy mieszańce z p. omszonym, p. piaskowym, p. siedmiolistkowym i p. srebrnym (P. × jaeggiana Siegfrid).